# Полярные Зори (станция)
Полярные зори — пассажирская железнодорожная станция в городе Полярные Зори.

## О станции
До 1974 года именовалась «станция Зашеек», по расположенному рядом рабочему посёлку Зашеек.
Станция имеет 7 путей, среди которых 3 — пассажирских и расположены у платформ. На станции совершают остановку поезда дальнего следования и пригородные поезда Северо-западной пригородной пассажирской компании.
Имеет направления: в сторону Кандалакши и в сторону Апатитов.
От станции отходит ветка на Кольскую АЭС.

## Поезда дальнего следования
| Круглогодичное обращение поездов | Круглогодичное обращение поездов | Круглогодичное обращение поездов | Круглогодичное обращение поездов |
| № поезда                         | Маршрут движения                 | № поезда                         | Маршрут движения                 |
| -------------------------------- | -------------------------------- | -------------------------------- | -------------------------------- |
| 15 «Арктика»                     | Мурманск — Москва                | 16 «Арктика»                     | Москва — Мурманск                |
| 21                               | Мурманск — Санкт-Петербург       | 22                               | Санкт-Петербург — Мурманск       |
| 65                               | Мурманск — Минск                 | 66                               | Минск — Мурманск                 |
| 91                               | Мурманск — Москва                | 92                               | Москва — Мурманск                |
| 373                              | Мурманск — Вологда               | 374                              | Вологда — Мурманск               |

| Сезонное обращение поездов | Сезонное обращение поездов | Сезонное обращение поездов | Сезонное обращение поездов |
| № поезда                   | Маршрут движения           | № поезда                   | Маршрут движения           |
| -------------------------- | -------------------------- | -------------------------- | -------------------------- |
| 225                        | Мурманск — Адлер           | 226                        | Адлер — Мурманск           |
| 241                        | Мурманск — Москва          | 242                        | Москва — Мурманск          |
| 285                        | Мурманск — Новороссийск    | 286                        | Новороссийск — Мурманск    |
| 293                        | Мурманск — Анапа           | 294                        | Анапа — Мурманск           |

| 6342 | Кандалакша — Апатиты |
| 6341 | Апатиты — Кандалакша |